# Ennis del Mar
Ennis del Mar est un personnage masculin d'une nouvelle d'Annie Proulx, intitulée Brokeback Mountain, d'un film d'Ang Lee, et d'un opéra de Wuorinen, tous les deux inspirés par cette nouvelle.
Il est né à Sage (extrême sud-ouest de l'État du Wyoming). Alors qu'il n'a pas vingt ans, au début de l'été 1963, il rencontre lors d'un travail de transhumance, Jack Twist, sur la montagne Brokeback (lieu imaginaire situé au Wyoming). Une idylle naît de cette rencontre. Marié avec Alma Beers en novembre 1963, il divorce en novembre 1975 (il a eu deux filles avec elle, Alma Jr. et Francine, appelée Jenny dans le film). En 1967, il retrouve Jack qu'il continuera de voir épisodiquement pendant 15 ans pour de prétendues parties de pêche.
Leur histoire d'amour finira brutalement par la disparition de Jack, victime d'un crime homophobe. Il conservera dans son placard deux vieilles chemises, la sienne et celle de Jack, sur un cintre, et une carte postale de la Brokeback Mountain. Sa fille Alma Jr. lui annonce également qu'elle se mariera avec un prénommé Kurt, à 19 ans, le 5 juin 1984.
Ce personnage est interprété par Heath Ledger dans le film d'Ang Lee.